# جوزيف فلوريس
جوزيف فلوريس (بالإنجليزية: Joseph Flores)‏ هو سياسي مالطي، ولد في 1907، وتوفي في 1974.